# Ennepe-Ruhr-Kreis
Ennepe-Ruhr-Kreis er en landkreis, der ligger i det nordrhein-westfalske regierungsbezirk Arnsberg. Den grænser op til (mod nord og med uret) de tre byer uden for kreis Bochum, Dortmund og Hagen fulgt af Märkischer Kreis, Oberbergischer Kreis, byen Wuppertal, Kreis Mettman og byen  Essen.

## Geografi
Navnet fortæller, at landkreisen befinder sig i dalen mellem de to floder Ruhr og Ennepe.

## Byer
Kreisen havde 324296  indbyggere pr.  2018-12-31

|                         | De ni byer i Ennepe-Ruhr-Kreis | De ni byer i Ennepe-Ruhr-Kreis | De ni byer i Ennepe-Ruhr-Kreis |
| By                      | Areal                          | Indb.                          |                                |
| ----------------------- | ------------------------------ | ------------------------------ | ------------------------------ |
| Breckerfeld             | 58,78 km²                      | 8938                           |                                |
| Ennepetal               | 57,43 km²                      | 30075                          |                                |
| Gevelsberg              | 26,29 km²                      | 30695                          |                                |
| Hattingen               | 71,40 km²                      | 54562                          |                                |
| Herdecke                | 22,40 km²                      | 22733                          |                                |
| Schwelm                 | 20,50 km²                      | 28542                          |                                |
| Sprockhövel             | 47,80 km²                      | 24747                          |                                |
| Wetter (Ruhr)           | 31,47 km²                      | 27441                          |                                |
| Witten                  | 72,37 km²                      | 96563                          |                                |
| Ennepe-Ruhr-Kreis i alt | 408,44 km²                     | 324296                         |                                |